# ドットコムマネー塾
『ドットコムマネー塾』（ドットコムマネーじゅく）は、2004年4月から2010年9月27日までニッポン放送で放送されていた情報番組である。それ以前にも2003年10月から『川口一晃のマネー塾』（かわぐちかずあきのドットコムマネーじゅく）と題して放送されていた。外為どっとコムの一社提供。

## 概要
ビジネス全般をテーマにした番組で、経済評論家の川口一晃が企業や金融などについて分かりやすく解説していた。『川口一晃のマネー塾』時代のオープニングテーマはLONEの「幸せの黄色いリボン」。
栃木放送、西日本放送、ラジオ沖縄でも放送されていたことがあるが、番組終了までネットし続けていたのはラジオ沖縄のみだった。

## 放送時間
いずれも日本標準時、ニッポン放送での放送時間。プロ野球ナイター中継『ニッポン放送ショウアップナイター』の編成に影響を受けていた番組の1つであり、毎年春と秋の改編ごとに放送時間を変更させられていた。

### ナイターオフ
- 月曜 20:15 - 20:45 （『ショウアップナイターストライク!』内、2003年10月 - 2004年3月）
- 月曜 20:20 - 20:50 （2004年10月 - 2005年3月）
- 月曜 20:00 - 20:30 （2005年度 - 2008年3月）
- 月曜 21:00 - 21:30 （2008年9月29日 - 2009年3月23日）
- 月曜 21:00 - 21:30 （2009年10月5日 - 2010年3月29日） - 初回は20:00からの90分スペシャルで放送。

### ナイターシーズン
- 月曜 20:10 - 20:30 （2004年4月 - 2004年9月）
- 月曜 19:40 - 20:00 （2005年4月 - 2005年9月）
- 月曜 20:10 - 20:30 （2006年4月 - 2006年9月）
- 月曜 20:00 - 20:20 （2007年4月 - 2007年9月）
- 月曜 20:30 - 20:50 （2008年4月 - 2008年9月）
- 月曜 20:30 - 20:50 （2009年4月6日 - 2009年9月14日）
- 月曜 20:30 - 20:50 （2010年4月5日 - 2010年9月27日）

## 出演者

### 塾長
- 川口一晃（経済評論家）

### アシスタント
- 冨田憲子（当時ニッポン放送アナウンサー、2003年10月 - 2004年3月）
- 山本まゆ子（当時ニッポン放送アナウンサー、2004年4月 - 2006年3月）
- 増田みのり（当時ニッポン放送アナウンサー、2006年4月 - 2006年9月）
- 阿部まりな（ファッションモデル、2006年10月 - 2010年9月）

### その他のレギュラー
- 若林史江（経済アドバイザー、2003年10月 - 2006年9月） - 『川口一晃のマネー塾』時代には1コーナーのみに出演のコーナーレギュラーだったが、2004年4月の改題以後は番組全体を通して出演していた。